# Psyllaephagus badchysi
Psyllaephagus badchysi är en stekelart som beskrevs av Svetlana N. Myartseva 1980. Psyllaephagus badchysi ingår i släktet Psyllaephagus och familjen sköldlussteklar.
Artens utbredningsområde är Turkmenistan. Inga underarter finns listade i Catalogue of Life.